# Lijst van Duitse U-Boten (1935–1945)/U 501–U 750
Deze lijst behandelt uitsluitend Duitse U-boten U 501 tot en met U 750 uit de Tweede Wereldoorlog van 1935 tot en met 1945. Zie ook: Lijst van Duitse U-Boten (1906–1919)

## Legenda
- † = Door vijandelijkheden vernietigd
- ? = Vermist
- § = Door vijand opgebracht of veroverd
- × = Ongeval of zelf tot zinken gebracht
- A = Uit de vaart genomen (gesloopt of voor ander gebruik)

## U 501–U 550
| boot  | Klasse  | In de vaart genomen | Uit de vaart genomen | Opmerking |
| ----- | ------- | ------------------- | -------------------- | --- |
| U 501 | IX C    | 30 april 1941       | † 10 september 1941  | In Straat Denemarken door dieptebommen en rammen door de Canadese korvetten HMCS Chambly en HMCS Mossejaw tot zinken gebracht (11 doden) |
| U 502 | IX C    | 3 mei 1941          | † 5 juli 1942        | In de Golf van Biskaje door een vliegtuig tot zinken gebracht (total loss) |
| U 503 | IX C    | 10 juli 1941        | † 15 maart 1942      | Door een vliegtuig zuidoostelijk van Newfoundland tot zinken gebracht (total loss) |
| U 504 | IX C    | 30 juli 1941        | † 30 juli 1943       | In de Noord-Atlantische Oceaan bij Kaap Ortegal door de Britse War sloops HMS Kite, HMS Woodpecker en HMS Wild Goose tot zinken gebracht (total loss) |
| U 505 | IX C    | 26 augustus 1941    | § 4 juni 1944        | Westelijk van Afrika na beschadiging door vliegtuigen van de USS Guadalcanal door de Amerikaanse destroyer escort USS Pillsbury opgebracht en naar de Bermudaeilanden gesleept (1 dode, 59 overlevenden). Omgedoopt in Nemo. Tegenwoordig een museum in Chicago |
| U 506 | IX C    | 15 september 1941   | † 12 juli 1943       | Westelijk van Vigo door dieptebommen van een Brits vliegtuig tot zinken gebracht (48 doden) |
| U 507 | IX C    | 8 oktober 1941      | † 13 januari 1943    | In de Zuid-Atlantische Oceaan, noordwestelijk van Natal door dieptebommen van een Amerikaans vliegtuig tot zinken gebracht (total loss) |
| U 508 | IX C    | 20 oktober 1941     | † 12 november 1943   | In de Golf van Biskaje door dieptebommen van een Amerikaans vliegtuig tot zinken gebracht (total loss) |
| U 509 | IX C    | 4 november 1941     | † 15 juli 1943       | Westelijk van Madeira door torpedo van een vliegtuig van de USS Santee tot zinken gebracht (total loss) |
| U 510 | IX C    | 25 november 1941    | $ 10 mei 1945        | Na de oorlog in St. Nazaire overgegeven, werd de boot op 12 mei 1945 door de Franse strijdkrachten als Bouan overgenomen, op 1 mei 1959 als Q 176 uit de vaart genomen en in 1960 gesloopt                                                                      |
| U 511 | IX C    | 8 december 1941     | A Augustus 1945      | Op 16 september 1943 aan de Japanners overgedragen, daar naar RO 500 omgedoopt, in augustus 1945 in Maizuru opgebracht, op 30 april 1946 in de Golf van Maizuru door de US Navy tot zinken gebracht                                                             |
| U 512 | IX C    | 20 december 1941    | † 2 oktober 1942     | Noordelijk van Cayenne door dieptebommen van een Amerikaans vliegtuig tot zinken gebracht (51 doden) |
| U 513 | IX C    | 10 januari 1942     | † 19 juli 1943       | In de Zuid-Atlantische Oceaan zuidoostelijk van Sao Francisco do Sul door dieptebommen van een Amerikaans vliegtuig tot zinken gebracht (46 doden) |
| U 514 | IX C    | 24 januari 1942     | † 8 juli 1943        | Noordoostelijk van Cabo Finisterre door dieptebommen van een Brits vliegtuig tot zinken gebracht, total loss |
| U 515 | IX C    | 21 februari 1942    | † 9 april 1944       | Noordelijk van Madeira door raketten van vliegtuigen van de USS Guadalcanal en dieptebommen van de USS Pope, de USS Pillsbury, de USS Chatelain en de USS Flaherty tot zinken gebracht (16 doden)                                                               |
| U 516 | IX C    | 21 februari 1942    | § 14 mei 1945        | Na de oorlog in Loch Eriboll overgegeven en op 2 januari 1946 in het kader van Operatie Deadlight tot zinken gebracht |
| U 517 | IX C    | 21 maart 1942       | † 21 november 1942   | Zuidwestelijk van Ierland door dieptebommen van een vliegtuig van de HMS Victorious tot zinken gebracht (1 dode) |
| U 518 | IX C    | 25 april 1942       | † 22 april 1945      | Noordwestelijk van de Azoren door dieptebommen van de USS Carter en de USS Neal A. Scott tot zinken gebracht (total loss) |
| U 519 | IX C    | 7 mei 1942          | ? 31 januari 1943    | Vermist in de Golf van Biskaje |
| U 520 | IX C    | 19 mei 1942         | † 30 oktober 1942    | Oostelijk van Newfoundland door dieptebommen van een Canadees vliegtuig tot zinken gebracht (total loss) |
| U 521 | IX C    | 3 juni 1942         | † 2 juni 1943        | Zuidoostelijk van Baltin deore door dieptebommen van de USS PC 565 tot zinken gebracht (51 doden) |
| U 522 | IX C    | 11 juni 1942        | † 23 februari 1943   | Zuidwestelijk van Madeira door dieptebommen van de HMS Totland tot zinken gebracht, total loss |
| U 523 | IX C    | 4 augustus 1942     | † 25 augustus 1943   | Westelijk van Vigo door dieptebommen van de HMS Wanderer en de HMS Wallflower tot zinken gebracht (17 doden) |
| U 524 | IX C    | 8 juli 1942         | † 22 maart 1943      | Zuidelijk van Madeira door dieptebommen van een Amerikaans vliegtuig tot zinken gebracht, total loss |
| U 525 | IX C 40 | 30 juli 1942        | † 11 augustus 1943   | Noordwestelijk van de Azoren door torpedo’s van vliegtuigen van de USS Card tot zinken gebracht, total loss |
| U 526 | IX C 40 | 12 augustus 1942    | † 14 april 1943      | In de Golf van Biskaje bij Lorient op een zeemijn gelopen (42 doden) |
| U 527 | IX C 40 | 2 september 1942    | †23 juli 1943        | Zuidelijk van de Azoren tijdens een treffen met U 648 door dieptebommen van een vliegtuig van de USS Bogue tot zinken gebracht, (40 doden, 13 overlevenden) |
| U 528 | IX C 40 | 16 september 1942   | † 11 mei 1943        | Zuidwestelijk van Ierland door dieptebommen van een vliegtuig en de HMS Fleetwood tot zinken gebracht (11 doden, 45 overlevenden) |
| U 529 | IX C 40 | 30 september 1942   | ? 12 februari 1943   | Werd in de Noord-Atlantische Oceaan vermist |
| U 530 | IX C 40 | 14 oktober 1942     | § 10 juli 1945       | Na de oorlog in de Mar del Plata aan (Argentinië) overgegeven, door de USA voor testen opgebracht, op 28 november 1947 tijdens beschietingen noordoostelijk van Cape Cod met torpedo’s tot zinken gebracht                                                      |
| U 531 | IX C 40 | 28 oktober 1942     | † 6 mei 1943         | Noordoostelijk van Newfoundland door dieptebommen van HMS Vidette tot zinken gebracht (total loss) |
| U 532 | IX C 40 | 11 november 1942    | § 10 mei 1945        | Na de oorlog in Liverpool aan de Royal Navy overgegeven en op 6 december 1945 in het kader van Operatie Deadlight tot zinken gebracht |
| U 533 | IX C 40 | 25 november 1942    | † 16 oktober 1943    | In de Golf van Oman door dieptebommen van een Brits vliegtuig tot zinken gebracht (52 doden, 1 overlevenden) |
| U 534 | IX C 40 | 23 december 1942    | † 5 mei 1945         | In het Kattegat noordwestelijk van Helsingør door dieptebommen van een Brits vliegtuig tot zinken gebracht (3 doden, 49 overlevenden) |
| U 535 | IX C 40 | 23 december 1942    | † 5 juli 1943        | Noordoostelijk van Cabo Finisterre door dieptebommen van een Brits vliegtuig tot zinken gebracht (total loss) |
| U 536 | IX C 40 | 13 januari 1943     | † 20 november 1943   | Noordoostelijk der Azoren door dieptebommen van HMS Nene, HMCS Snowberry en HMS Calgary tot zinken gebracht (38 doden, 17 overlevenden) |
| U 537 | IX C 40 | 27 januari 1943     | † 9 november 1944    | In de Javazee door een torpedo van de duikboot USS Floener tot zinken gebracht (total loss) |
| U 538 | IX C 40 | 10 februari 1943    | † 21 november 1943   | Zuidwestelijk van Ierland door dieptebommen van HMS Foley en HMS Craane tot zinken gebracht (total loss) |
| U 539 | IX C 40 | 24 februari 1943    | § 8 mei 1945         | In Bergen overgegeven en op 4 december 1945 in het kader van Operatie Deadlight tot zinken gebracht |
| U 540 | IX C 40 | 10 maart 1943       | † 17 oktober 1943    | Oostelijk van Kaap Farvel door dieptebommen van twee Britse vliegtuigen tot zinken gebracht (total loss) |
| U 541 | IX C 40 | 24 maart 1943       | § 14 mei 1945        | Na de oorlog in Gibraltar overgegeven en op 5 januari 1946 in het kader van Operatie Deadlight tot zinken gebracht |
| U 542 | IX C 40 | 7 april 1943        | † 28 november 1943   | Noordelijk van Madeira door dieptebommen van een Brits vliegtuig tot zinken gebracht (total loss) |
| U 543 | IX C 40 | 21 april 1943       | † 2 juli 1944        | Zuidwestelijk van Tenerife door dieptebommen en een torpedo van een vliegtuig van de USS Wake Island tot zinken gebracht (total loss) |
| U 544 | IX C 40 | 5 mei 1943          | † 16 januari 1944    | Noordwestelijk van de Azoren, door dieptebommen en raketten van een vliegtuig van de USS Guadalcanal tot zinken gebracht (total loss) |
| U 545 | IX C 40 | 19 mei 1942         | † 10 februari 1944   | Westelijk van de Hebriden door dieptebommen van een Brits vliegtuig tot zinken gebracht (1 dode, 56 overlevenden) |
| U 546 | IX C 40 | 6 augustus 1943     | † 24 april 1945      | Noordwestelijk van de Azoren door dieptebommen van USS Flaherty, USS Neunzer, USS Chatelain, USS Varian, USS Hubbard, USS Janssen, USS Pillbury en USS Keith tot zinken gebracht (26 doden, 33 overlevenden)                                                    |
| U 547 | IX C 40 | 16 juni 1943        | A 31 december 1944   | Op 13 augustus 1944 op de Gironde bij Pauillac op een zeemijn gelopen en beschadigd. Op 31 december 1944 in Stettin uit de vaart genomen of gesloopt |
| U 548 | IX C 40 | 30 juni 1943        | † 19 april 1945      | Zuidoostelijk van Halifax door dieptebommen van de Amerikaanse destroyer escorts USS Reuben James (DE-153) en USS Buckley (DE-51) tot zinken gebracht (total loss)                                                                                              |
| U 549 | IX C 40 | 14 juli 1943        | † 29 mei 1944        | Zuidwestelijk van Madeira door dieptebommen van USS Eugene E. Elmore en USS Ahrens tot zinken gebracht (total loss) |
| U 550 | IX C 40 | 28 juli 1943        | † 16 april 1944      | Oostelijk van New York door dieptebommen van USS Gandy, USS Joyce en USS Peterson tot zinken gebracht (44 doden, 12 overlevenden) |

## U 551–U 600
| boot  | Klasse | In de vaart genomen | Uit de vaart genomen | Opmerking |
| ----- | ------ | ------------------- | -------------------- | --- |
| U 551 | VII C  | 7 november 1940     | † 23 maart 1944      | Zuidoostelijk van IJsland door dieptebommen van HMS Visenda tot zinken gebracht (total loss) |
| U 552 | VII C  | 7 november 1940     | × 2 mei 1945         | In Wilhelmshaven zelf tot zinken gebracht |
| U 553 | VII C  | 23 december 1940    | ? 20 januari 1943    | Verzond op 20 januari 1943 "Sehrohr unklar" ("periscoop onklaar"), werd sindsdien op de Noord-Atlantische Oceaan vermist |
| U 554 | VII C  | 15 januari 1941     | × 2 mei 1945         | Bij Wilhelmshaven zelf tot zinken gebracht |
| U 555 | VII C  | 30 januari 1941     | A 1 maart 1945       | In Hamburg buitgemaakt, naar Engeland gebracht en gesloopt |
| U 556 | VII C  | 6 februari 1941     | † 27 juni 1941       | Zuidwestelijk van IJsland door dieptebommen van de HMS Nasturtium, de HMS Celandine en de HMS Gladiolus tot zinken gebracht (5 doden, 41 overlevenden). |
| U 557 | VII C  | 13 februari 1941    | † 16 december 1941   | Westelijk van Kreta door de Italiaanse torpedoboot Orione geramd (total loss) |
| U 558 | VII C  | 20 februari 1941    | † 20 juli 1943       | In de Golf van Biskaje, westelijk van Kaap Ortegal, door dieptebommen van een Amerikaans vliegtuig tot zinken gebracht (45 doden, 5 overlevenden) |
| U 559 | VII C  | 27 februari 1941    | † 30 oktober 1942    | In de Middellandse Zee, noordelijk van Port Said, door dieptebommen van de HMS Pakenham, de HMS Petard, de HMS Hero en de HMS Hurwoth, ondersteund door een vliegtuig, tot zinken gebracht (7 doden, 38 overlevenden)                                                                                                 |
| U 560 | VII C  | 6 maart 1941        | × 3 mei 1945         | In Kiel zelf tot zinken gebracht |
| U 561 | VII C  | 13 maart 1941       | † 12 juli 1943       | In de Straat van Messina door een torpedo van een Brits vliegtuig tot zinken gebracht (42 doden, 5 overlevenden) |
| U 562 | VII C  | 20 maart 1941       | † 19 februari 1943   | Bij Bengasi door dieptebommen van de HMS Isis en de HMS Hursley met ondersteuning van een vliegtuig tot zinken gebracht (total loss) |
| U 563 | VII C  | 27 maart 1941       | † 31 mei 1943        | In de Golf van Biskaje westelijk van Brest, door dieptebommen van drie vliegtuigen tot zinken gebracht (total loss) |
| U 564 | VII C  | 3 april 1941        | † 14 juni 1943       | In de Golf van Biskaje, westelijk van Kaap Ortegal, door dieptebommen van een Brits vliegtuig tot zinken gebracht (28 doden, 18 overlevenden) |
| U 565 | VII C  | 10 april 1941       | × 30 september 1944  | Op 24 september 1944 in de Middellandse Zee bij Skaramanga door bommenwerper zwaar beschadigd (5 doden). Op 30 september door 3 dieptebommen in Salamis zelf tot zinken gebracht |
| U 566 | VII C  | 17 april 1941       | † 24 oktober 1943    | Westelijk van Leixões door dieptebommen van een Brits vliegtuig tot zinken gebracht (geen doden) |
| U 567 | VII C  | 24 april 1941       | † 21 december 1941   | Noordwestelijk van de Azoren door dieptebommen van de HMS Deptford en de HMS Semphire tot zinken gebracht, total loss |
| U 568 | VII C  | 1 mei 1941          | † 29 mei 1942        | In de Middellandse Zee noordoostelijk van Tobroek door dieptebommen van de HMS Hero, de HMS Eridge en de HMS Hurworth tot zinken gebracht, geen doden |
| U 569 | VII C  | 8 mei 1941          | † 22 mei 1943        | In de Noord-Atlantische Oceaan, door dieptebommen van twee vliegtuigen van de USS Bogue zwaar beschadigd, zelf tot zinken gebracht om inbeslagname te voorkomen (21 doden, 25 overlevenden) |
| U 570 | VII C  | 15 mei 1941         | § 27 augustus 1941   | Heeft zich zuidelijk van IJsland bij 62° 15′ 0″ NB, 18° 35′ 0″ WL na luchtaanval van een vliegtuig van de Britse Coastal Command (eskader 269/S) overgegeven (44 overlevenden). Werd door de Royal Navy als HMS Graph van 19 september 1941 tot februari 1944 gebruikt, in 1944 aan de grond gelopen en 1961 gesloopt |
| U 571 | VII C  | 22 mei 1941         | † 28 januari 1944    | Westelijk van Ierland door dieptebommen van een Australisch vliegtuig tot zinken gebracht (total loss) |
| U 572 | VII C  | 29 mei 1941         | † 3 augustus 1943    | Noordoostelijk van Trinidad door dieptebommen van een Amerikaans vliegtuig tot zinken gebracht (total loss) |
| U 573 | VII C  | 5 juni 1941         | A 2 augustus 1942    | Werd op 29 april 1942 noordwestelijk van Algiers door een bom van een vliegtuig getroffen, op 2 mei 1942 in Cartagena afgemeerd, op 2 augustus aan Spanje verkocht, daar als G 7 in de vaart genomen, in 1971 uit de vaart genomen.                                                                                   |
| U 574 | VII C  | 12 juni 1941        | † 19 december 1941   | In de Noord-Atlantische Oceaan bij Punta Delgada door rammen en dieptebommen van de HMS Stork tot zinken gebracht (28 doden, 16 overlevenden) |
| U 575 | VII C  | 19 juni 1941        | † 13 maart 1944      | Noordelijk van de Azoren, door dieptebommen van de HMCS Prince Rupert, de USS Hobson, de USS Haverfield en een vliegtuig van de USS Bogue tot zinken gebracht (18 doden, 37 overlevenden) |
| U 576 | VII C  | 26 juni 1941        | † 15 juli 1942       | Bij de Amerikaanse kust bij Kaap Hatteras door dieptebommen van twee Amerikaanse vliegtuigen en door rammen van het koopvaardijschip Unicoi tot zinken gebracht (total loss) |
| U 577 | VII C  | 3 juli 1941         | † 15 januari 1942    | In de Middellandse Zee, noordwestelijk van Mersa Matruh, door dieptebommen van een Brits vliegtuig tot zinken gebracht (total loss) |
| U 578 | VII C  | 10 juli 1941        | ? 6 augustus 1942    | In de Golf van Biskaje vermist. |
| U 579 | VII C  | 17 juli 1941        | † 5 mei 1945         | In het Kattegat oostelijk van Aarhus door dieptebommen van een Brits vliegtuig tot zinken gebracht (24 doden) |
| U 580 | VII C  | 24 juli 1941        | † 11 november 1941   | In de Oostzee na aanvaring met het aangevallen koopvaardijschip Angelsburg gezonken (12 doden, 32 overlevenden) |
| U 581 | VII C  | 31 juli 1941        | † 2 februari 1942    | In de Midden-Atlantische Oceaan, zuidwestelijk van de Azoren, in de buurt van 39° 0′ 0″ NB, 30° 0′ 0″ WL door de Britse torpedobootjager HMS Westcott tot zinken gebracht (4 doden, 41 overlevenden) |
| U 582 | VII C  | 7 augustus 1941     | † 5 oktober 1942     | Zuidwestelijk IJsland, bij 58° 52′ 0″ NB, 21° 42′ 0″ WL door dieptebommen van een Amerikaanse Consolidated PBY Catalina vliegboot van eskader VP-73/I tot zinken gebracht (46 doden) |
| U 583 | VII C  | 14 augustus 1941    | × 15 november 1941   | In de Oostzee bij Danzig, bij 55° 23′ 0″ NB, 17° 5′ 0″ OL na een aanvaring met de U 153 gezonken (45 doden) |
| U 584 | VII C  | 21 augustus 1941    | † 31 oktober 1943    | In de Noord-Atlantische Oceaan bij 49° 14′ 0″ NB, 31° 55′ 0″ WL door een torpedo van drie vliegtuigen van het type Grumman TBF Avenger van het squadron VC-9 van het Amerikaanse vliegkampschip USS Card tot zinken gebracht (53 doden)                                                                               |
| U 585 | VII C  | 28 augustus 1941    | × 30 maart 1942      | In de Barentszzee, noordelijk van Moermansk (Rusland), bij 70° 0′ 0″ NB, 34° 0′ 0″ OL op een mijn gelopen, die uit het „Bantos-A“-mijnenveld gedreven was (44 doden) |
| U 586 | VII C  | 4 september 1941    | † 5 juli 1944        | Bij Toulon bij 43° 7′ 0″ NB, 5° 55′ 0″ OL door de aanval van een vliegtuig van het type B-24 Liberator van het USAAF-eskader 233 tot zinken gebracht |
| U 587 | VII C  | 11 september 1941   | † 27 maart 1942      | In de Noord-Atlantische Oceaan bij 47° 21′ 0″ NB, 21° 39′ 0″ WL door dieptebommen van Britse "destroyer escorts" HMS Grove en de Britse torpedobootjager HMS Volunteer en HMS Leamington tot zinken gebracht (42 doden)                                                                                               |
| U 588 | VII C  | 18 september 1941   | † 31 juli 1942       | In de Noord-Atlantische Oceaan bij 49° 59′ 0″ NB, 36° 36′ 0″ WL door dieptebommen van het Canadese korvet HMCS Wetaskiwin en van de Canadese torpedobootjager HMCS Skeena tot zinken gebracht (46 doden) |
| U 589 | VII C  | 25 september 1941   | † 14 september 1942  | In de Noordelijke IJszee, ten zuiden van Spitsbergen (Noorwegen), bij 75° 40′ 0″ NB, 20° 32′ 0″ OL door dieptebommen van de Britse torpedobootjager HMS Onslow en van een Fairey Swordfish vliegtuig (eskader 825) van het Britse vliegkampschip HMS Avenger tot zinken gebracht (44 doden)                           |
| U 590 | VII C  | 2 oktober 1941      | † 9 juli 1943        | In de Midden-Atlantische Oceaan, bij de Amazone, bij 3° 22′ 0″ NB, 48° 38′ 0″ WL door dieptebommen van een Consolidated PBY Catalina vliegboot van eskader VP-94/P-1 tot zinken gebracht (45 doden) |
| U 591 | VII C  | 9 oktober 1941      | † 30 juli 1943       | In de Zuid-Atlantische Oceaan, bij Pernambuco (Brazilië), bij 8° 36′ 0″ ZB, 34° 34′ 0″ WL door dieptebommen van een Lockheed Ventura vliegtuig van eskader VB-127/B-10 tot zinken gebracht (19 doden, 28 overlevenden)                                                                                                |
| U 592 | VII C  | 16 oktober 1941     | † 31 januari 1944    | In de Noord-Atlantische Oceaan, zuidwestelijk Ierland, bij 50° 20′ 0″ NB, 17° 29′ 0″ WL door dieptebommen van de Britse War sloops HMS Starling, HMS Wild Goose en HMS Magpie tot zinken gebracht (49 doden) |
| U 593 | VII C  | 23 oktober 1941     | † 13 december 1943   | In de westelijke Middellandse Zee, noordelijk van Constantine (Algerije), bij 37° 38′ 0″ NB, 5° 58′ 0″ OL door dieptebommen van torpedobootjager USS Wainwright en de Britse destroyer escorts HMS Calpe tot zinken gebracht (geen doden, 51 overlevenden)                                                            |
| U 594 | VII C  | 30 oktober 1941     | † 4 juni 1943        | Westelijk Gibraltar bij 35° 55′ 0″ NB, 9° 25′ 0″ WL door raketten van Britse Lockheed Hudson vliegtuigen van eskader 48 tot zinken gebracht (50 doden) |
| U 595 | VII C  | 6 november 1941     | † 14 november 1942   | In de Middellandse Zee, noordoostelijk van Oran (Algerije), bij 36° 38′ 0″ NB, 0° 30′ 0″ OL door dieptebommen van twee Britse Lockheed Hudson-vliegtuigen van eskader 608 tot zinken gebracht (geen doden, 45 overlevenden)                                                                                           |
| U 596 | VII C  | 13 november 1941    | × 24 september 1944  | In de Middellandse Zee, bij Salamis (Cyprus), bij 37° 59′ 0″ NB, 23° 34′ 0″ OL zelf tot zinken gebracht, na door een bommenwerper beschadigd te zijn (1 dode) |
| U 597 | VII C  | 20 november 1941    | † 12 oktober 1942    | In de Noord-Atlantische Oceaan, zuidwestelijk van IJsland, bij 56° 50′ 0″ NB, 28° 5′ 0″ WL door dieptebommen van een Brits B-24 Liberator vliegtuig van eskader 120/H tot zinken gebracht (49 doden) |
| U 598 | VII C  | 27 november 1941    | † 23 juli 1943       | In de Zuid-Atlantische Oceaan, bij Natal (Brazilië), bij 4° 5′ 0″ ZB, 33° 23′ 0″ WL door dieptebommen van twee B-24 Liberator-vliegtuigen tot zinken gebracht (43 doden, 2 overlevenden) |
| U 599 | VII C  | 4 december 1941     | † 24 oktober 1942    | Noordoostelijk van de Azoren bij 46° 7′ 0″ NB, 17° 40′ 0″ WL door dieptebommen van een Brits B-24 Liberator vliegtuig van eskader 224/G tot zinken gebracht (44 doden) |
| U 600 | VII C  | 11 december 1941    | † 25 november 1943   | In de Noord-Atlantische Oceaan, noordelijk van Ponta Delgada (Azoren), bij 40° 31′ 0″ NB, 22° 7′ 0″ WL door dieptebommen van de Britse fregatten HMS Bazely en HMS Blackwood tot zinken gebracht (54 doden) |

## U 601–U 650
| boot  | Klasse       | In de vaart genomen | Uit de vaart genomen | Opmerking |
| ----- | ------------ | ------------------- | -------------------- | --- |
| U 601 | VII C        | 18 december 1941    | † 25 februari 1944   | In de Atlantische Oceaan noordwestelijk van Narvik bij 70° 26′ 0″ NB, 12° 40′ 0″ OL door dieptebommen van een Britse vliegboot van het type PBY Catalina van eskader 210/M tot zinken gebracht. (51 doden, total loss) |
| U 602 | VII C        | 29 december 1941    | ? April 1943         | Vermist in de westelijke Middellandse Zee noordelijk van Oran. (48 doden, total loss) |
| U 603 | VII C        | 2 januari 1942      | † 1 maart 1944       | In de Noord-Atlantische Oceaan bij 48° 55′ 0″ NB, 26° 10′ 0″ WL door de USS Bronstein met dieptebommen tot zinken gebracht. (51 doden, total loss) |
| U 604 | VII C        | 8 januari 1942      | × 11 augustus 1943   | In de Zuid-Atlantische Oceaan bij 4° 30′ 0″ ZB, 21° 20′ 0″ WL na zware beschadigingen door dieptebommen van twee Amerikaanse vliegtuigen, een Lockheed Ventura en een B-24 Liberator zelf tot zinken gebracht (14 doden, 31 overlevenden) |
| U 605 | VII C        | 15 januari 1942     | † 14 november 1942   | In de Middellandse Zee bij Algiers bij 36° 20′ 0″ NB, 1° 1′ 0″ WL door een Brits vliegtuig van het type Lockheed Hudson met dieptebommen tot zinken gebracht (46 doden, total loss) |
| U 606 | VII C        | 22 januari 1942     | † 22 februari 1943   | In de Noord-Atlantische Oceaan bij 47° 44′ 0″ NB, 33° 43′ 0″ WL door de USS Campbell, de US Coast Guard en de Poolse torpedobootjager ORP Burza met dieptebommen tot zinken gebracht (36 doden, 11 overlevenden) |
| U 607 | VII C        | 29 januari 1942     | † 13 juli 1943       | In de Golf van Biskaje noordwestelijk van Kaap Ortegal bij 45° 2′ 0″ NB, 9° 14′ 0″ WL door dieptebommen van een Britse Sunderland vliegboot van eskader 228/N tot zinken gebracht (45 doden, 7 overlevenden) |
| U 608 | VII C        | 5 februari 1942     | † 10 augustus 1944   | In de Golf van Biskaje bij La Rochelle bij 46° 30′ 0″ NB, 3° 8′ 0″ WL door dieptebommen van de Britse sloop HMS Wren en dieptebommen van een Brits B-24-Liberator vliegtuig van eskader 53/C tot zinken gebracht (52 overlevenden; geen slachtoffers) |
| U 609 | VII C        | 12 februari 1942    | † 7 februari 1943    | In de Noord-Atlantische Oceaan bij 55° 17′ 0″ NB, 26° 38′ 0″ WL door dieptebommen van het Vrije Fransen korvet Lobelia tot zinken gebracht (47 doden, total loss) |
| U 610 | VII C        | 19 februari 1942    | † 8 oktober 1943     | In de Noord-Atlantische Oceaan bij 55° 45′ 0″ NB, 23° 33′ 0″ WL door een Canadese Sunderland vliegboot met dieptebommen tot zinken gebracht (51 doden, total loss) |
| U 611 | VII C        | 26 februari 1942    | † 8 december 1942    | Zuidoostelijk van Kaap Farvel bij 57° 25′ 0″ NB, 35° 19′ 0″ WL door een Britse B-24 Liberator door dieptebommen tot zinken gebracht (45 doden, total loss) |
| U 612 | VII C        | 5 maart 1942        | × 2 mei 1945         | Op 6 augustus 1942 na aanvaring met de U 444 in de Oostzee bij Gotenhafen gezonken (2 doden, 43 overlevenden). In augustus 1942 gelicht en op 31 mei 1943 als opleidingsschip opnieuw in de vaart genomen. Op 2 mei 1945 bij Warnemünde bij 54° 11′ 0″ NB, 12° 5′ 0″ WL in de Oostzee zelf tot zinken gebracht. In 1946 gelicht en gesloopt |
| U 613 | VII C        | 12 maart 1942       | † 23 juli 1943       | In de Midden-Atlantische Oceaan bij 35° 32′ 0″ NB, 28° 36′ 0″ WL door de Amerikaanse torpedobootjager USS George E. Badger met dieptebommen tot zinken gebracht (48 doden, total loss) |
| U 614 | VII C        | 19 maart 1942       | † 29 juli 1943       | Noordwestelijk van Cabo Finisterre bij 46° 42′ 0″ NB, 11° 3′ 0″ WL door dieptebommen van een Britse Wellington bommenwerper van eskader 172/G tot zinken gebracht (49 doden, total loss) |
| U 615 | VII C        | 26 maart 1942       | † 7 augustus 1943    | In de Caraïben zuidoostelijk van Curaçao bij 12° 38′ 0″ NB, 64° 15′ 0″ WL door Amerikaanse vliegtuigen van het type Martin PBM Mariner en Lockheed Ventura met dieptebommen tot zinken gebracht (4 doden, 43 overlevenden) |
| U 616 | VII C        | 2 april 1942        | × 17 mei 1944        | In de westelijke Middellandse Zee oostelijk van Cartagena bij 36° 46′ 0″ NB, 0° 52′ 0″ OL na een drie dagen durende achtervolging door dieptebommen van de Amerikaanse torpedobootjagers USS Nields, USS Gleaves, USS Ellyson, USS Macomb, USS Hambleton, USS Rodmaan, USS Emmons en van een Britse Wellington bommenwerper van eskader 36/K zelf tot zinken gebracht (53 overlevenden, geen doden)                                                                                                |
| U 617 | VII C        | 9 april 1942        | † 12 september 1943  | In de westelijke Middellandse Zee bij Melilla bij 35° 38′ 0″ NB, 3° 27′ 0″ WL door een vliegtuigaanval van Britse vliegtuigen van het type Lockheed Hudson van eskaders 48 en 233 en van twee vliegtuigen van het type Swordfish van eskaders 833 en 886 zwaar beschadigd, daarna door de eigen bemanning aan de grond gezet en door het Britse korvet HMS Hyacinth, de trawler HMS Haarlem en de Australische mijnenveger HMS Wollongong door artillerie vernietigd (49 overlevenden, geen doden) |
| U 618 | VII C        | 16 april 1942       | † 14 augustus 1944   | In de Golf van Biskaje westelijk van St. Nazaire bij 47° 22′ 0″ NB, 4° 39′ 0″ WL door dieptebommen van de Britse fregatten HMS Duckworth en HMS Essington ondersteund door een Britse Liberator bommenwerper van eskader 53/G tot zinken gebracht (61 doden, total loss) |
| U 619 | VII C        | 23 april 1942       | † 5 oktober 1942     | Zuidwestelijk van IJsland bij 58° 41′ 0″ NB, 22° 58′ 0″ WL door vier dieptebommen van een Britse Lockheed Hudson van eskader 269/N tot zinken gebracht (44 doden, total loss) |
| U 620 | VII C        | 30 april 1942       | † 13 februari 1943   | Noordwestelijk van Lissabon bij 39° 18′ 0″ NB, 11° 17′ 0″ WL door dieptebommen van een Britse vliegboot van het type PBY Catalina van eskader 202/J tot zinken gebracht. (47 doden, total loss) |
| U 621 | VII C U-FLAK | 7 mei 1942          | † 18 augustus 1944   | In de Golf van Biskaje bij La Rochelle bij 45° 52′ 0″ NB, 2° 36′ 0″ WL door de Canadese torpedobootjagers HMCS Ottawa, HMCS Kootenay en HMCS Chaudere met dieptebommen tot zinken gebracht. (56 doden, total loss) |
| U 622 | VII C        | 14 mei 1942         | † 24 juli 1943       | Bij Trondheim bij 62° 27′ 0″ NB, 10° 23′ 0″ OL door Amerikaanse luchtaanval van de 8e Amerikaanse luchtvloot tot zinken gebracht met overlevenden. |
| U 623 | VII C        | 21 mei 1942         | † 21 februari 1943   | In de Noord-Atlantische Oceaan bij door een Brits vliegtuig van het type B-24 Liberator met 6 dieptebommen tot zinken gebracht. (46 doden, total loss) |
| U 624 | VII C        | 28 mei 1942         | † 7 februari 1943    | In de Noord-Atlantische Oceaan bij 55° 42′ 0″ NB, 26° 17′ 0″ WL door een Britse B-17 Flying Fortress van eskader 220/J met dieptebommen tot zinken gebracht. (45 doden, total loss) |
| U 625 | VII C        | 4 juni 1942         | † 10 maart 1944      | In de Noord-Atlantische Oceaan, noordwestelijk van Ierland, bij 50° 35′ 0″ NB, 20° 19′ 0″ WL door dieptebommen van een Canadese Short Sunderland vliegboot van het RCAF-eskader 422/U tot zinken gebracht. (53 doden, total loss) |
| U 626 | VII C        | 11 juni 1942        | † 15 december 1942   | In de Noord-Atlantische Oceaan door dieptebommen van US-Coast-Guard-kotter USS Ingham bij 56° 46′ 0″ NB, 27° 12′ 0″ WL tot zinken gebracht. (47 doden, total loss) |
| U 627 | VII C        | 18 juni 1942        | † 27 oktober 1942    | Zuidelijk van IJsland bij 59° 14′ 0″ NB, 22° 49′ 0″ WL door een Brits vliegtuig van het type B-17 Flying Fortress van eskader 206/F met dieptebommen tot zinken gebracht. (44 doden, total loss) |
| U 628 | VII C        | 25 juni 1942        | † 3 juli 1943        | Noordwestelijk van Kaap Ortegal (Spanje) bij 44° 11′ 0″ NB, 8° 45′ 0″ WL door een Brits vliegtuig van het type B-24 Liberator van eskader 224/J met dieptebommen tot zinken gebracht. (49 doden, total loss) |
| U 629 | VII C        | 2 juli 1942         | † 7 juni 1944        | In Het Kanaal westelijk van Brest bij 48° 34′ 0″ NB, 5° 23′ 0″ WL door een Brits vliegtuig van het type B-24 Liberator van eskader 53/L met dieptebommen tot zinken gebracht. (51 doden, total loss) |
| U 630 | VII C        | 9 juli 1942         | † 6 mei 1943         | Noordoostelijk van Newfoundland bij 52° 31′ 0″ NB, 44° 50′ 0″ WL door de Britse torpedobootjager HMS Vidette met dieptebommen tot zinken gebracht. (47 doden, total loss) |
| U 631 | VII C        | 16 juli 1942        | † 17 oktober 1943    | Zuidoostelijk van Kaap Farvel bij 58° 13′ 0″ NB, 32° 29′ 0″ WL door de Britse korvet HMS Sunflower met dieptebommen tot zinken gebracht. (54 doden, total loss) |
| U 632 | VII C        | 23 juli 1942        | † 6 april 1943       | Zuidwestelijk van IJsland bij 58° 2′ 0″ NB, 28° 42′ 0″ WL door een Brits vliegtuig van het type B-24 Liberator met dieptebommen tot zinken gebracht. (48 doden, total loss) |
| U 633 | VII C        | 30 juli 1942        | † 10 maart 1943      | In de Noord-Atlantische Oceaan bij 58° 51′ 0″ NB, 19° 55′ 0″ WL door het Britse koopvaardijschip SS Scorton geramd. (43 doden, total loss) |
| U 634 | VII C        | 6 augustus 1942     | † 30 augustus 1943   | In de Noord-Atlantische Oceaan, oostelijk van de Azoren, bij 40° 13′ 0″ NB, 19° 24′ 0″ WL door de Britse sloop HMS Stork en de Britse korvet HMS Stonecrop met dieptebommen tot zinken gebracht. (47 doden, total loss) |
| U 635 | VII C        | 13 augustus 1942    | † 5 april 1943       | In de Noord-Atlantische Oceaan zuidwestelijk van IJsland bij 58° 20′ 0″ NB, 31° 52′ 0″ WL door dieptebommen van een Brits vliegtuig van het type B-24 Liberator van eskader 120/N tot zinken gebracht. (47 doden, total loss) |
| U 636 | VII C        | 20 augustus 1942    | † 21 april 1945      | In de Noord-Atlantische Oceaan westelijk van Ierland bij 55° 50′ 0″ NB, 10° 31′ 0″ WL door dieptebommen van de Britse fregatten HMS Bazely, HMS Drury en HMS Bentinck tot zinken gebracht. (42 doden, total loss) |
| U 637 | VII C        | 27 augustus 1942    | § 8 mei 1945         | In Stavanger aan de Royal Navy overgegeven, naar Loch Ryan in Schotland overgebracht, op 21 december 1945 in het kader van Operatie Deadlight bij 55° 35′ 0″ NB, 7° 46′ 0″ WL tot zinken gebracht. |
| U 638 | VII C        | 3 september 1942    | † 5 mei 1943         | In de Noord-Atlantische Oceaan noordoostelijk van Newfoundland bij 54° 12′ 0″ NB, 44° 5′ 0″ WL door de Britse korvet HMS Sunflower met dieptebommen tot zinken gebracht. (44 doden, total loss) |
| U 639 | VII C        | 10 september 1942   | † 28 augustus 1943   | In de Karazee noordelijk van de Obmonding bij 76° 40′ 0″ NB, 69° 40′ 0″ OL door de Sovjet duikboot S-101 met torpedo’s tot zinken gebracht. (47 doden, total loss) |
| U 640 | VII C        | 17 september 1942   | † 14 mei 1943        | In de Noord-Atlantische Oceaan oostelijk Kaap Farvel bij 60° 32′ 0″ NB, 31° 5′ 0″ WL door dieptebommen van een Amerikaanse Catalina vliegboot van eskader VP-84/K tot zinken gebracht. (49 doden, total loss) |
| U 641 | VII C        | 24 september 1942   | † 19 januari 1944    | In de Noord-Atlantische Oceaan zuidwestelijk van Ierland bij 50° 25′ 0″ NB, 18° 49′ 0″ WL door dieptebommen van het Britse korvet HMS Violet tot zinken gebracht. (50 doden, total loss) |
| U 642 | VII C        | 1 oktober 1942      | † 5 juli 1944        | Bij Toulon bij 43° 7′ 0″ NB, 5° 55′ 0″ OL door Amerikaanse vliegtuigen tot zinken gebracht met overlevenden. |
| U 643 | VII C        | 8 oktober 1942      | † 8 oktober 1943     | In de Noord-Atlantische Oceaan bij 56° 14′ 0″ NB, 26° 55′ 0″ WL door twee Britse vliegtuigen van het type B-24 Liberator van eskaders 86/Z en 120/T met dieptebommen tot zinken gebracht. (30 doden, 18 overlevenden) |
| U 644 | VII C        | 15 oktober 1942     | † 7 april 1943       | In de Noordzee westelijk van Narvik bij 69° 38′ 0″ NB, 5° 40′ 0″ WL door torpedo’s van de Britse duikboot HMS Tuna tot zinken gebracht. (45 doden, total loss) |
| U 645 | VII C        | 22 oktober 1942     | † 24 december 1943   | In de Noord-Atlantische Oceaan noordoostelijk van de Azoren bij 45° 20′ 0″ NB, 21° 40′ 0″ WL door de Amerikaanse torpedobootjager USS Schenck met dieptebommen tot zinken gebracht. (55 doden, total loss) |
| U 646 | VII C        | 29 oktober 1942     | † 17 mei 1943        | Zuidoostelijk van IJsland bij 62° 10′ 0″ NB, 14° 37′ 0″ WL door een Brits vliegtuig van het type Lockheed Hudson van eskader 269/J met dieptebommen tot zinken gebracht. (46 doden, total loss) |
| U 647 | VII C        | 5 november 1942     | ? 28 juli 1943       | Vertrok op 22 juli 1943 van Kiel, werd sinds 28 juli 1943 noordelijk van de Shetlandeilanden vermist. (48 doden, total loss) |
| U 648 | VII C        | 12 november 1942    | † 23 november 1943   | In de Noord-Atlantische Oceaan noordoostelijk van de Azoren bij 42° 40′ 0″ NB, 20° 37′ 0″ WL door de Britse fregatten HMS Bazely, HMS Blackwood en HMS Drury met dieptebommen tot zinken gebracht. (50 doden, total loss) |
| U 649 | VII C        | 19 november 1942    | × 24 februari 1943   | In de Oostzee bij 55° 15′ 0″ NB, 17° 15′ 0″ OL na aanvaring met U 232 gezonken (35 doden, 11 overlevenden) |
| U 650 | VII C        | 26 november 1942    | ? 9 december 1944    | Vermist in de noordelijke Noord-Atlantische Oceaan of in de Noordelijke IJszee (47 doden, total loss) |

## U 651–U 700
| boot          | Klasse   | In de vaart genomen | Uit de vaart genomen | Opmerking |
| ------------- | -------- | ------------------- | -------------------- | --- |
| U 651         | VII C    | 12 februari 1941    | † 29 juni 1941       | In de Noord-Atlantische Oceaan, zuidelijk van IJsland, bij 59° 52′ 0″ NB, 18° 36′ 0″ WL door dieptebommen van de Britse torpedobootjagers HMS Malcolm en HMS Scin deitar, de Britse korvetten HMS Arabis en HMS Violet en de Britse mijnenveger HMS Speedwell tot zinken gebracht (geen doden) |
| U 652         | VII C    | 3 april 1941        | † 2 juni 1942        | In de Middellandse Zee door dieptebommen van een Brits Fairey Swordfish vliegtuig zwaar beschadigd en daarna bij 31° 55′ 0″ NB, 25° 11′ 0″ OL opgegeven en door torpedo’s van de U 81 tot zinken gebracht (geen doden)                                                                         |
| U 653         | VII C    | 25 mei 1941         | † 15 maart 1944      | In de Noord-Atlantische Oceaan bij 53° 46′ 0″ NB, 24° 35′ 0″ WL door een Brits Swordfish-vliegtuig van destroyer escort HMS Vindex en de Britse sloops HMS Starling en HMS Wild Goose met dieptebommen tot zinken gebracht. (51 doden, total loss)                                             |
| U 654         | VII C    | 5 juli 1941         | † 22 augustus 1942   | In de Caraïben, noordelijk van Colón, bij 12° 0′ 0″ NB, 79° 56′ 0″ WL door dieptebommen van een Amerikaans B-18 Bolo vliegtuig tot zinken gebracht (44 doden, total loss) |
| U 655         | VII C    | 11 augustus 1941    | † 24 maart 1942      | In de Barentszzee noordelijk van Hammerfest waarschijnlijk bij 73° 0′ 0″ NB, 21° 0′ 0″ OL door de Britse mijnenjager HMS Sharpshooter geramd. (45 doden, total loss) |
| U 656         | VII C    | 17 september 1941   | † 1 maart 1942       | In de Noord-Atlantische Oceaan zuidelijk van Cape Race bij 46° 15′ 0″ NB, 53° 15′ 0″ WL door dieptebommen een Amerikaanse Hudson PBO-1 van eskader VP 82 tot zinken gebracht. (45 doden, total loss)                                                                                           |
| U 657         | VII C    | 8 oktober 1941      | † 17 mei 1943        | In de Noord-Atlantische Oceaan oostelijk van Kaap Farvel bij 58° 54′ 0″ NB, 42° 33′ 0″ WL door dieptebommen het Britse fregat HMS Swale tot zinken gebracht. (47 doden, total loss) |
| U 658         | VII C    | 5 november 1941     | † 30 oktober 1942    | In de Noord-Atlantische Oceaan oostelijk Newfoundland bij 50° 32′ 0″ NB, 46° 32′ 0″ WL door een Canadees vliegtuig van het type Lockheed Hudson van eskader RCAF 145/Y met dieptebommen vernietigd. (48 doden, total loss)                                                                     |
| U 659         | VII C    | 9 december 1941     | × 4 mei 1943         | Aanvaring met U 439 in de Noord-Atlantische Oceaan westelijk van Cabo Finisterre bij 43° 32′ 0″ NB, 13° 20′ 0″ WL. (44 doden, 3 overlevenden) |
| U 660         | VII C    | 8 januari 1942      | × 12 november 1942   | In de Middellandse Zee bij Oran bij 36° 7′ 0″ NB, 1° 0′ 0″ WL na zware beschadigingen door dieptebommenaanval van de Britse korvetten HMS Lotus en HMS Starwort opgegeven. (2 doden, 45 overlevenden)                                                                                          |
| U 661         | VII C    | 12 februari 1942    | † 15 oktober 1942    | In de Noord-Atlantische Oceaan bij 53° 42′ 0″ NB, 35° 56′ 0″ WL door de Britse torpedobootjager HMS Viscount geramd. (44 doden, total loss) |
| U 662         | VII C    | 9 april 1942        | † 21 juli 1943       | In de Midden-Atlantische Oceaan in het Amazone estuarium bij 3° 56′ 0″ NB, 48° 46′ 0″ WL door dieptebommen van een Amerikaanse vliegboot van het type Catalina van eskader VP-94 tot zinken gebracht (44 doden, 3 overlevenden)                                                                |
| U 663         | VII C    | 14 mei 1942         | † 8 mei 1943         | In der Golf van Biskaje westelijk van Brest bij 46° 50′ 0″ NB, 10° 0′ 0″ WL na op 7 mei door een Australische Sunderland vliegboot van eskader RAAF 10/W gezonken. (49 doden, total loss) |
| U 664         | VII C    | 17 juni 1942        | † 9 augustus 1943    | In de Noord-Atlantische Oceaan bij 40° 12′ 0″ NB, 37° 29′ 0″ WL door dieptebommen van twee Amerikaanse Grumman TBF Avengers van eskader VC-1 door het Amerikaanse vliegdekschip USS Card tot zinken gebracht (7 doden, 44 overlevenden)                                                        |
| U 665         | VII C    | 22 juli 1942        | † 22 maart 1943      | In de Noord-Atlantische Oceaan, westelijk van Ierland, bij 48° 4′ 0″ NB, 10° 26′ 0″ WL door dieptebommen van een Brits Armstrong Whitworth Whitley vliegtuig van eskader 10 OTU/Q tot zinken gebracht. (46 doden, total loss)                                                                  |
| U 666         | VII C    | 26 augustus 1942    | ? 10 februari 1944   | Sinds 10 februari 1944 in de Noord-Atlantische Oceaan als vermist opgegeven. Er is geen verklaring voor de verdwijning (51 doden, total loss) |
| U 667         | VII C    | 21 oktober 1942     | † 25 augustus 1944   | In de Golf van Biskaje bij La Rochelle, bij 46° 0′ 0″ NB, 1° 30′ 0″ WL door een zeemijn in het mijnenveld Ciannamon tot zinken gebracht (45 doden, total loss) |
| U 668         | VII C    | 16 november 1942    | § 8 mei 1945         | In Bergen aan de Royal Navy overgegeven. In het kader van Operatie Deadlight op 1 januari 1946 bij 56° 3′ 0″ NB, 9° 24′ 0″ WL tot zinken gebracht |
| U 669         | VII C    | 16 december 1942    | ? 8 september 1943   | Op 8 september 1943 in de Golf van Biskaje als vermist opgegeven, mogelijk op een zeemijn gelopen. (52 doden, total loss) |
| U 670         | VII C    | 26 januari 1943     | × 20 augustus 1943   | Na aanvaring met het doelschip Bolkoburg in de Bocht van Dantzig gezonken. (21 doden, 22 overlevenden) |
| U 671         | VII C    | 3 maart 1943        | † 5 augustus 1944    | In Het Kanaal zuidelijk van Brighton bij 50° 23′ 0″ NB, 0° 6′ 0″ OL door dieptebommen van het Britse fregat HMS Stayner en de Britse destroyer escort HMS Wensleydale tot zinken gebracht (47 doden, 5 overlevenden)                                                                           |
| U 672         | VII C    | 6 april 1943        | † 18 juli 1944       | In Het Kanaal noordelijk van Guernsey bij 50° 3′ 0″ NB, 2° 30′ 0″ WL door dieptebommen van het Britse fregat HMS Balfour tot zinken gebracht. (52 overlevenden; geen slachtoffers) |
| U 673         | VII C    | 8 mei 1943          | × 24 oktober 1944    | In de Noordzee bij Smaaskjär bij 59° 20′ 0″ NB, 5° 53′ 0″ OL na een aanvaring met de U 382 aan de grond gezet en vol water gelopen. Op 9 november gelicht en naar Stavanger gebracht. Na de oorlog aan Noorwegen overgegeven en daar gesloopt.                                                 |
| U 674         | VII C    | 15 januari 1943     | † 2 mei 1944         | In de Noordelijke IJszee noordwestelijk van Narvik bij 70° 32′ 0″ NB, 4° 37′ 0″ OL door Britse Fairey Swordfish van eskader 842 van destroyer escort HMS Fencer met raketten tot zinken gebracht. (49 doden, total loss)                                                                       |
| U 675         | VII C    | 14 juli 1943        | † 24 mei 1944        | Westelijk van Ålesund (Noorwegen) bij 62° 27′ 0″ NB, 3° 4′ 0″ OL door dieptebommen van een Britse vliegboot van het type Short Sunderland van eskader 4/R tot zinken gebracht. (51 doden, total loss)                                                                                          |
| U 676         | VII C    | 4 augustus 1943     | † 12 februari 1945   | In de Finse Golf op een Sovjet zeemijn gelopen. (57 doden, total loss) |
| U 677         | VII C    | 20 september 1943   | † 5 april 1945       | Bij een luchtaanval op de werf Blohm & Voss in Hamburg in het dok vernietigd. |
| U 678         | VII C    | 25 oktober 1943     | † 7 juli 1944        | In Het Kanaal zuidwestelijk van Brighton bij 50° 32′ 0″ NB, 0° 23′ 0″ WL door dieptebommen van de Canadese torpedobootjagers HMCS Ottawa, HMCS Kootenay en het Britse korvet HMS Statice tot zinken gebracht. (52 doden, total loss)                                                           |
| U 679         | VII C    | 29 november 1943    | † 9 januari 1945     | In de Oostzee bij 59° 26′ 0″ NB, 24° 7′ 0″ OL door Sovjet onderzeebootjager MO 124 met dieptebommen tot zinken gebracht. (51 doden, total loss) |
| U 680         | VII C    | 23 december 1943    | § 8 mei 1945         | In Wilhelmshaven aan de Royal Navy overgegeven, naar Loch Ryan in Schotland gebracht, op 28 december 1945 bij 55° 24′ 0″ NB, 6° 29′ 0″ WL in het kader van Operatie Deadlight door artillerie van de Britse torpedobootjager HMS Onslaught tot zinken gebracht.                                |
| U 681         | VII C    | 3 februari 1944     | † 10 maart 1945      | In Het Kanaal westelijk van de Scilly-eilanden bij 49° 52′ 0″ NB, 6° 38′ 0″ WL door een Amerikaans vliegtuig van het type B-24 Liberator van eskader VPB-103 met dieptebommen tot zinken gebracht. (11 doden, 38 overlevenden)                                                                 |
| U 682         | VII C    | 17 april 1944       | † 11 maart 1945      | Bij luchtaanval op werf Blohm & Voss in Hamburg in het dok vernietigd. |
| U 683         | VII C    | 30 mei 1944         | ? 20 februari 1945   | Vanaf 20 februari 1945 in Het Kanaal (volgens ander opgave zuidwestelijk van Ierland) vermist. (49 doden, total loss) |
| U 684         | VII C    |                     |                      | Op 25 augustus 1941 opdracht tot bouw gegeven, kiel gelegd op 4 maart 1943. Tewaterlating in april 1944. Op 23 september 1944 gesloopt |
| U 685         | VII C    |                     |                      | Op 25 augustus 1941 opdracht tot bouw gegeven, kiel gelegd op 8 maart 1943. Tewaterlating in april 1944. Op 23 september 1944 gesloopt |
| U 686         | VII C    |                     |                      | Op 25 augustus 1941 opdracht tot bouw gegeven, kiel gelegd op 13 mei 1943. Op 23 september 1944 gesloopt |
| U 687         | VII C/41 |                     |                      | Op 2 april 1942 opdracht tot bouw gegeven, kiellegging 13 mei 1943. Op 22 juli 1944 gesloopt |
| U 688         | VII C/41 |                     |                      | Op 2 april 1942 opdracht tot bouw gegeven, kiel gelegd op 12 juli 1943. Op 22 juli 1944 gesloopt |
| U 689         | VII C/41 |                     |                      | Op 2 april 1942 opdracht tot bouw gegeven, kiel gelegd op 13 juli 1943. Op 22 juli 1944 gesloopt |
| U 690 – U 692 | VII C/41 |                     |                      | Op 2 april 1942 opdracht tot bouw gegeven. Bouw nog voor het begin op 30 september 1943 stilgelegd en op 22 juli 1944 gesloopt |
| U 693 – U 698 | VII C/41 |                     |                      | Op 22 september 1942 opdracht tot bouw gegeven. Bouw nog voor het begin op 30 september 1943 stilgelegd en op 22 juli 1944 gesloopt |
| U 699 – U 700 | VII C/42 |                     |                      | Op 17 april 1942 opdracht tot bouw gegeven. Bouw nog voor het begin op 6 november 1943 gesloopt |

## U 701–U 750
| boot          | Klasse   | In de vaart genomen | Uit de vaart genomen | Opmerking |
| ------------- | -------- | ------------------- | -------------------- | --- |
| U 701         | VII C    | 16 juli 1941        | † 7 juli 1942        | 3 patrouilles; 5 schepen met bij elkaar 25.390 BRT, 3 gewapende koopvaarders met bij elkaar 1429 BRT en een oorlogsschip met 850 ton tot zinken gebracht. 4 schepen en een oorlogsschip beschadigd. Door een Amerikaanse Lockheed A-28 Hudson van het bommenwerpereskader USAAF Bomb. Sqdn. 396 met dieptebommen bij Kaap Hatteras bij 35° 50′ 0″ NB, 74° 55′ 0″ WL tot zinken gebracht (39 doden, 7 overlevenden)                                                                    |
| U 702         | VII C    | 3 september 1941    | ? 3 april 1942       | 1 patrouille; geen "succes". Vermist in de Noordzee, laatst bekende positie 59° 56′ 0″ NB, 2° 23′ 0″ OL, vermoedelijk op een drijfmijn gelopen (44 doden, total loss). In 1987 werd bij het zoeken naar olie een wrak gevonden, waarvan vermoed wordt dat het de U 702 is |
| U 703         | VII C    | 9 augustus 1940     | ? 16 september 1944  | 13 patrouilles; 5 koopvaardijschepen met bij elkaar 29.523 BRT, een gewapende koopvaarder met 559 BRT en een oorlogsschip met 1870 ton tot zinken gebracht. Vermist oostelijk van IJsland, positie niet bekend. Waarschijnlijk contact met een drijfmijn (54 doden, total loss) |
| U 704         | VII C    | 26 augustus 1940    | A 3 mei 1945         | 5 patrouilles; 1 schip met 6942 BRT tot zinken gebracht. In Vegesack zelf tot zinken gebracht, 1947 gesloopt |
| U 705         | VII C    | 30 december 1941    | † 3 september 1942   | 1 patrouille; 1 schip met 3279 BRT tot zinken gebracht. In de Golf van Biskaje westelijk van Brest bij 46° 42′ 0″ NB, 11° 7′ 0″ WL door dieptebommen van een Britse Armstrong Whitworth Whitley (Sqdn. 77/P) tot zinken gebracht (45 doden, total loss) |
| U 706         | VII C    | 16 maart 1942       | † 3 augustus 1943    | 5 patrouilles; 3 schepen met in totaal 18.650 BRT tot zinken gebracht. In de Golf van Biskaje, noordwestelijk van Kaap Ortegal (Spanje), bij 46° 15′ 0″ NB, 10° 25′ 0″ WL door dieptebommen van een Amerikaanse B-24 Liberator (A/S Sqdn. 4) en een Canadese Handley Page Hampden (RCAF 415/A) tot zinken gebracht (42 doden, 4 overlevenden) |
| U 707         | VII C    | 1 juli 1942         | † 9 november 1943    | 3 patrouilles; 2 schepen met in totaal 11.811 BRT tot zinken gebracht. Oostelijk van de Azoren bij 40° 31′ 0″ NB, 20° 17′ 0″ WL door een Britse B-17 Flying Fortress (Sqdn. 220/J) met dieptebommen aangevallen en tot zinken gebracht (51 doden, total loss) |
| U 708         | VII C    | 24 juli 1942        | × 3 mei 1945         | Geen patrouilles. In Wilhelmshaven zelf tot zinken gebracht, 1947 gesloopt |
| U 709         | VII C    | 12 augustus 1942    | † 1 maart 1944       | 5 patrouilles; geen "succes". Noordelijk van de Azoren waarschijnlijk bij 49° 10′ 0″ NB, 26° 0′ 0″ WL door dieptebommen der Amerikaanse destroyer escorts USS Thomas, USS Bostwick en USS Bronstein tot zinken gebracht (52 doden, total loss) |
| U 710         | VII C    | 2 september 1942    | † 24 april 1943      | 1 patrouille; geen succes. Zuidelijk van IJsland bij 61° 25′ 0″ NB, 19° 48′ 0″ WL door dieptebommen van een Brits vliegtuig van het type B-17 Flying Fortress van Sqdn. 206/D tot zinken gebracht (49 doden, total loss) |
| U 711         | VII C    | 26 september 1942   | † 4 mei 1945         | 12 patrouilles; een schip met 7167 BRT en een oorlogsschip met 925 ton tot zinken gebracht; een schip beschadigd. In de Arctis bij Harstad bij 68° 43′ 0″ NB, 16° 34′ 0″ OL met dieptebommen van een Britse Grumman F4F Wildcat en Grumman TBF Avenger van de hulpvliegdekschepen HMS Searcher, HMS Trumpeter en HMS Queen tot zinken gebracht (40 doden, 12 overlevenden) |
| U 712         | VII C    | 5 november 1942     | § 8 mei 1945         | Geen patrouilles. Aan de Royal Navy overgegeven, naar Loch Ryan overgebracht. Door de Britten voor tests gebruikt en in 1950 in Hayle gesloopt |
| U 713         | VII C    | 29 december 1942    | † 24 februari 1944   | 5 patrouilles, geen succes. Noordwestelijk van Narvik bij 69° 27′ 0″ NB, 4° 53′ 0″ OL door dieptebommen van de Britse torpedobootjager HMS Keppel tot zinken gebracht (50 doden, total loss) |
| U 714         | VII C    | 10 februari 1943    | † 14 maart 1945      | 6 patrouilles, 1 schip met 1226 BRT en een gewapende koopvaarder met 425 BRT tot zinken gebracht. In de Noordzee bij Firth of Forth bij 55° 57′ 0″ NB, 1° 57′ 0″ WL door dieptebommen van het Zuid-Afrikaanse fregat HMSAS Natal en de Britse torpedobootjager HMS Vivern tot zinken gebracht (50 doden, total loss) |
| U 715         | VII C    | 17 maart 1943       | † 13 juni 1944       | 1 patrouille, geen succes. Noordoostelijk van de Faeröer bij 62° 55′ 0″ NB, 2° 59′ 0″ WL door dieptebommen van een Canadese Vickers PBV-1 Canso (RCAF-Sqdn. 162/T) tot zinken gebracht (36 doden, 16 overlevenden) |
| U 716         | VII C    | 15 april 1943       | § 8 mei 1945         | 10 patrouilles, 1 schip met 7200 BRT en 1 oorlogsschip met 54 ton tot zinken gebracht. In Narvik overgegeven, naar Loch Ryan overgebracht. Op 11 december 1945 in het kader van Operatie Deadlight bij 55° 50′ 0″ NB, 10° 5′ 0″ WL als luchtaanvalsdoel tot zinken gebracht |
| U 717         | VII C    | 19 mei 1943         | × 2 mei 1945         | 5 patrouilles, geen succes. Zelf tot zinken gebracht in de Kupfermühlenbucht bij 54° 49′ 0″ NB, 9° 27′ 0″ OL na beschadigingen door Britse luchtaanval |
| U 718         | VII C    | 25 juni 1943        | × 18 november 1943   | Geen patrouilles. In de Oostzee noordoostelijk van Bornholm bij 55° 21′ 0″ NB, 15° 24′ 0″ OL met U 476 in aanvaring gekomen en gezonken (43 doden, 7 overlevenden) |
| U 719         | VII C    | 27 juli 1943        | † 26 juni 1944       | 1 patrouille, geen succes. Noordwestelijk van Ierland bij 55° 33′ 0″ NB, 11° 2′ 0″ WL door dieptebommen van de Britse torpedobootjager HMS Bulldog tot zinken gebracht (52 doden, total loss) |
| U 720         | VII C    | 17 september 1943   | § 8 mei 1945         | Geen patrouilles, opleidingsschip. In Wilhelmshaven overgegeven, naar Loch Ryan overgebracht, op 21 december 1945 in het kader van Operatie Deadlight bij 56° 4′ 0″ NB, 9° 35′ 0″ WL met schipsartillerie tot zinken gebracht |
| U 721         | VII C    | 8 november 1943     | × 4 mei 1945         | Geen patrouilles, opleidingsschip. In het kader van Operation Regenbogen in de Geltinger Bucht zelf tot zinken gebracht, later gesloopt |
| U 722         | VII C    | 15 december 1943    | † 27 maart 1945      | 3 patrouilles, 1 schip met 2190 BRT tot zinken gebracht. Bij de Hebriden bij 57° 9′ 0″ NB, 6° 55′ 0″ WL door dieptebommen van de Britse fregatten HMS Fitzroy, HMS Redmill en HMS Byron tot zinken gebracht (44 doden, total loss) |
| U 723         | VII C/41 |                     |                      | Op 14 oktober 1941 opdracht tot bouw gegeven, kiel gelegd op 9 januari 1943. Bouw op 30 september 1943 stopgezet |
| U 724         | VII C/41 |                     |                      | Op 14 oktober 1941 opdracht tot bouw gegeven, kiel gelegd op 25 juli 1943. Bouw op 30 september 1943 stopgezet |
| U 725 – U 726 | VII C/41 |                     |                      | Op 14 oktober 1941 opdracht tot bouw gegeven. Bouw nog voor de start op 30 september 1943 stopgezet en op 22 juli 1944 gesloopt |
| U 727 – U 730 | VII C/41 |                     |                      | Op 13 juni 1942 opdracht tot bouw gegeven. Bouw nog voor de start op 30 september 1943 stopgezet en op 22 juli 1944 gesloopt |
| U 731         | VII C    | 3 oktober 1942      | † 15 mei 1944        | 4 patrouilles, geen succes. In de Atlantische Oceaan bij Tanger bij 35° 54′ 0″ NB, 5° 45′ 0″ WL door Hedgehog-dieptebommen van het Britse korvet HMS Kilmarnock en van de anti-duikboot-trawler HMS Backfly alsook van twee Amerikaanse PBY Catalina vliegboten (VP-63/P-12/P-1) tot zinken gebracht (54 doden, total loss) |
| U 732         | VII C    | 24 oktober 1942     | † 31 oktober 1943    | 3 patrouilles, geen succes. In de Atlantische Oceaan bij Tanger bij 35° 54′ 0″ NB, 5° 52′ 0″ WL door dieptebommen van Britse anti-duikboottrawler HMS Imperialist en de torpedobootjager HMS Douglas tot zinken gebracht (31 doden, 18 overlevenden) |
| U 733         | VII C    | 14 november 1942    | × 5 mei 1945         | Geen patrouilles, opleidingsschip. Op 9 april 1943 na aanvaring met een onbekende duikboot gezonken. Daarna gelicht en weer in dienst genomen. Zelf tot zinken gebracht in het Flensburger Fjord bij 54° 48′ 0″ NB, 9° 49′ 0″ OL na zware beschadigingen door bommen en boordgeschut van een vliegtuig(?), 1948 gesloopt |
| U 734         | VII C    | 5 december 1942     | † 9 februari 1944    | 2 patrouilles; geen "succes". In de Noord-Atlantische Oceaan zuidwestelijk van Ierland bij 49° 43′ 0″ NB, 16° 23′ 0″ WL door dieptebommen van de Britse sloops HMS Wild Goose en HMS Starling tot zinken gebracht (49 doden, total loss) |
| U 735         | VII C    | 28 december 1942    | † 28 december 1944   | Geen patrouilles, tot 31 juli 1944 opleidingsschip. In het Oslofjord bij Horten bij 59° 28′ 2″ NB, 10° 29′ 3″ OL tijdens een Britse luchtaanval (RAF A/C) tot zinken gebracht (39 doden, 1 overlevende) |
| U 736         | VII C    | 16 januari 1943     | † 6 augustus 1944    | 2 patrouilles, geen succes, tot 31 maart 1944 opleidingsschip. In de Golf van Biskaje westelijk van St. Nazaire bij 47° 19′ 0″ NB, 4° 16′ 0″ WL door dieptebommen van het Britse fregat HMS Loch Killin tot zinken gebracht (28 doden, 19 overlevenden) |
| U 737         | VII C    | 30 januari 1943     | × 19 december 1944   | 8 patrouilles, geen succes. In het Vestfjord bij 68° 9′ 0″ NB, 15° 39′ 0″ OL na aanvaring met de Duitse mijnenveger MRS 25 gezonken (31 doden, 20 overlevenden) |
| U 738         | VII C    | 20 februari 1943    | × 14 februari 1944   | Geen patrouilles, opleidingsschip. In de Oostzee bij Gotenhafen bij 54° 31′ 0″ NB, 18° 33′ 0″ OL na aanvaring met het stoomschip Erna gezonken (22 doden, 24 overlevenden) |
| U 739         | VII C    | 6 maart 1943        | § 8 mei 1945         | 8 patrouilles, 1 oorlogsschip met 625 ton tot zinken gebracht. In Wilhelmshaven overgegeven, naar Loch Ryan overgebracht. In het kader van Operatie Deadlight op 16 december 1945 bij 56° 10′ 0″ NB, 10° 5′ 0″ WL als luchtaanvalsdoel tot zinken gebracht |
| U 740         | VII C    | 27 maart 1943       | ? 6 juni 1944        | 2 patrouilles, geen succes. In Het Kanaal vermist (51 doden, total loss) |
| U 741         | VII C    | 10 april 1943       | † 15 augustus 1944   | 5 patrouilles, 1 oorlogsschip met 1625 t tot zinken gebracht. In Het Kanaal noordwestelijk van Le Havre bij 50° 20′ 54″ NB, 0° 34′ 58″ WL door dieptebommen van de Britse korvet HMS Orchis tot zinken gebracht (48 doden, 1 overlevende) |
| U 742         | VII C    | 1 mei 1943          | † 18 juli 1944       | 2 patrouilles, geen succes. In de Noord-Atlantische Oceaan westelijk van Narvik bij 68° 24′ 0″ NB, 9° 51′ 0″ OL door dieptebommen van een Britse PBY Catalina vliegboot (RAF Sqdn. 210/Z) tot zinken gebracht (52 doden, total loss) |
| U 743         | VII C    | 15 mei 1943         | ? 9 september 1944   | 1 patrouille, geen succes. Noordelijk van Ierland vermist. Wrak in 2001 bij 55° 38′ 0″ NB, 7° 26′ 0″ WL in 69 m waterdiepte (waarschijnlijk) ontdekt (50 doden, total loss) |
| U 744         | VII C    | 5 juni 1943         | † 6 maart 1944       | 2 patrouilles, 1 schip met 7359 BRT en een oorlogsschip met 1625 ton tot zinken gebracht. Door torpedo’s en dieptebommen van de Britse torpedobootjager HMS Icarus, het Canadese fregat HMCS St. Catharines, de Canadese korvetten HMCS Fennel, HMCS Chilliwack, der Canadese torpedobootjager HMCS Chaudere, HMCS Gatineau en het Britse korvet HMS Kenilworth Castle in de Noord-Atlantische Oceaan bij 52° 1′ 0″ NB, 22° 37′ 0″ WL tot zinken gebracht (12 doden, 40 overlevenden) |
| U 745         | VII C    | 19 juni 1943        | ? 4 februari 1945    | 4 patrouilles, 1 gewapende koopvaarder met 140 BRT en een oorlogsschip met 600 ton tot zinken gebracht. In de Finse Golf vermist (40 doden, total loss) |
| U 746         | VII C    | 4 juli 1943         | × 5 mei 1945         | Geen patrouilles. Na bomaanval in de Geltinger Bucht zelf tot zinken gebracht, in 1948 gesloopt |
| U 747         | VII C    | 17 juli 1943        | † 1 april 1945       | Geen patrouilles. In Hamburg bij luchtaanval vernietigd |
| U 748         | VII C    | 31 juli 1943        | × 3 mei 1945         | 1 patrouille, geen succes. Zelf tot zinken gebracht bij Rendsburg |
| U 749         | VII C    | 14 augustus 1943    | † 4 april 1945       | Geen patrouilles. In het dok van de Germaniawerf in Kiel door Amerikaanse luchtaanval vernietigd (2 doden) |
| U 750         | VII C    | 26 augustus 1943    | × 5 mei 1945         | Geen patrouilles, in het Flensburger Fjord bij 54° 50′ 0″ NB, 9° 30′ 0″ OL zelf tot zinken gebracht |

U 1–U 250 · U 251–U 500 · U 501–U 750 · U 751–U 1000 · U 1001–U 1251 · U 1251–U 1500 · U 1501–U 4870